# Giuseppe Maina
Giuseppe Maina (Torino, 4 ottobre 1908 – Torino, 19 settembre 1942) è stato un calciatore italiano, di ruolo portiere.

## Biografia
Abitò in Borgo San Paolo e fu uno dei portieri del Torino.
Morì il 19 settembre 1942, a 33 anni, investito da un locomotore della tramvia che da Torino portava a Rivoli, lungo l'attuale Corso Francia, mentre tornava a casa in bicicletta all'altezza del quartiere Pozzo Strada.
In sua memoria, nacque una squadra di calcio torinese, il Pino Maina, dalla caratteristica maglia grigia.

## Carriera
Ha disputato nove campionati di Serie A, di cui cinque da titolare, dal 1931 al 1940, difendendo i pali del Torino, totalizzando 152 presenze in massima serie, 12 in Coppa Italia e 4 in Coppa dell'Europa Centrale, e vincendo la Coppa Italia 1935-1936.

## Palmarès
- Coppa Italia: 1

Torino: 1935-1936